# Істмен (Джорджія)
Істмен (англ. Eastman) — місто (англ. city) в США, в окрузі Додж штату Джорджія. Населення — 5658 осіб (2020).

## Географія
Істмен розташований за координатами 32°11′41″ пн. ш. 83°10′32″ зх. д. / 32.19472° пн. ш. 83.17556° зх. д. (32.194858, -83.175692).  За даними Бюро перепису населення США в 2010 році місто мало площу 14,16 км², з яких 14,03 км² — суходіл та 0,13 км² — водойми. В 2017 році площа становила 16,78 км², з яких 16,61 км² — суходіл та 0,17 км² — водойми.

### Клімат
| Клімат : Істмен              | Клімат : Істмен | Клімат : Істмен | Клімат : Істмен | Клімат : Істмен | Клімат : Істмен | Клімат : Істмен | Клімат : Істмен | Клімат : Істмен | Клімат : Істмен | Клімат : Істмен | Клімат : Істмен | Клімат : Істмен | Клімат : Істмен |
| Показник                     | Січ.            | Лют.            | Бер.            | Квіт.           | Трав.           | Черв.           | Лип.            | Серп.           | Вер.            | Жовт.           | Лист.           | Груд.           | Рік             |
| Абсолютний максимум, °C      | 28,3            | 28,9            | 33,3            | 35,0            | 38,9            | 43,3            | 42,8            | 40,6            | 38,9            | 38,9            | 31,7            | 29,4            | 43,3            |
| Середній максимум, °C        | 13,9            | 16,2            | 21,1            | 25,4            | 29,1            | 29,1            | 33,1            | 32,9            | 30,6            | 26,0            | 20,9            | 16,1            | 24,8            |
| Середній мінімум, °C         | 1,7             | 3,1             | 7,3             | 11,1            | 15,4            | 15,4            | 21,0            | 20,6            | 17,9            | 11,7            | 7,1             | 3,2             | 11,6            |
| Абсолютний мінімум, °C       | −18,9           | −12,2           | −9,4            | −1,7            | 3,9             | 7,2             | 13,3            | 11,1            | 2,2             | −2,2            | −11,1           | −15,6           | −18,9           |
| Норма опадів, мм             | 128             | 111             | 123             | 91              | 74              | 115             | 130             | 99              | 85              | 69              | 81              | 93              | 1179            |
| ---------------------------- | --------------- | --------------- | --------------- | --------------- | --------------- | --------------- | --------------- | --------------- | --------------- | --------------- | --------------- | --------------- | --------------- |
| Джерело: The Weather Channel |                 |                 |                 |                 |                 |                 |                 |                 |                 |                 |                 |                 |                 |

## Демографія
Згідно з переписом 2010 року, у місті мешкали 4962 особи в 2009 домогосподарствах у складі 1227 родин. Густота населення становила 350 осіб/км².  Було 2342 помешкання (165/км²).
Расовий склад населення:
| - 58,8 % — білих - 36,5 % — чорних або афроамериканців - 1,0 % — азіатів - 0,3 % — корінних американців - 2,5 % — осіб інших рас |

До двох чи більше рас належало 0,9 %. Частка іспаномовних становила 4,7 % від усіх жителів.
За віковим діапазоном населення розподілялося таким чином: 24,6 % — особи молодші 18 років, 59,2 % — особи у віці 18—64 років, 16,2 % — особи у віці 65 років та старші. Медіана віку мешканця становила 36,8 року. На 100 осіб жіночої статі у місті припадало 89,0 чоловіків;  на 100 жінок у віці від 18 років та старших — 84,1 чоловіків також старших 18 років.
Середній дохід на одне домашнє господарство  становив 39 156 доларів США (медіана — 31 042), а середній дохід на одну сім'ю — 43 365 доларів (медіана — 39 861). Медіана доходів становила 29 412 долари для чоловіків та 30 561 долар для жінок. За межею бідності перебувало 27,0 % осіб, у тому числі 43,4 % дітей у віці до 18 років та 11,2 % осіб у віці 65 років та старших.
Цивільне працевлаштоване населення становило 1775 осіб. Основні галузі зайнятості: публічна адміністрація — 28,8 %, освіта, охорона здоров'я та соціальна допомога — 24,7 %, виробництво — 19,4 %.